# 모모타 미쓰오
모모타 미쓰오(百田光雄, 金光雄, レジェンドヒール百田, 1948년 9월 21일 ~)은 일본의 프로레슬러이다. 그는 프로레슬러 역도산의 차남이다.

## 생애
일본 도쿄도 미나토구에서 태어났다. 1968년 2월에 프로레슬링에 입문했고, 데뷔전은 1970년 11월 17일에 치렀다. 2004년 역도산에 특별협력으로 이름을 올렸다.